# Forst (Eifel)
Pour les articles homonymes, voir Forst.
Forst (Eifel) est une municipalité allemande située dans le land de Rhénanie-Palatinat et l'arrondissement de Cochem-Zell.